# Marco Tullner

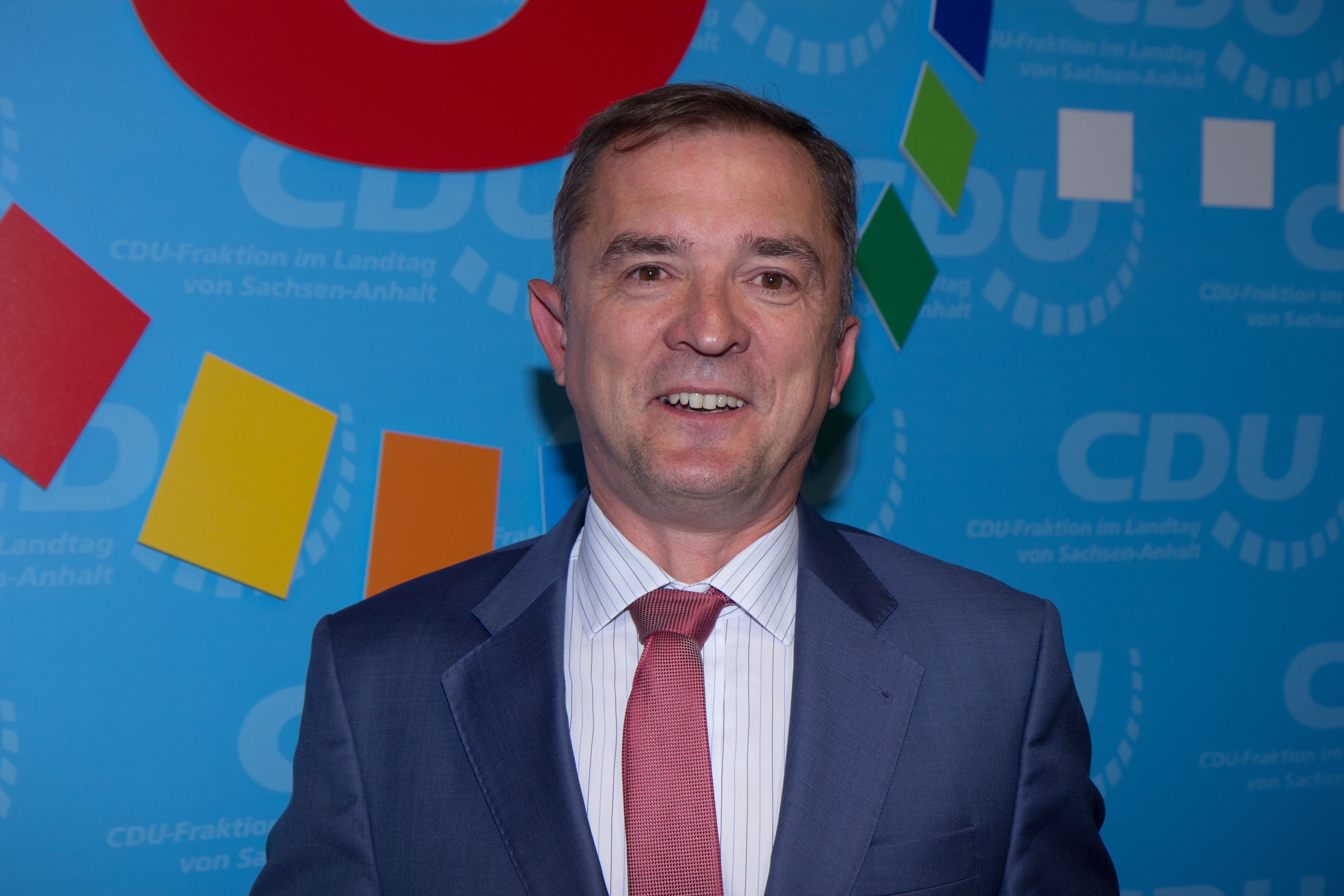
Marco Tullner (2018)

Marco Tullner (* 1. November 1968 in Wismar) ist ein deutscher Politiker (CDU). Er war von 2016 bis 2021 Bildungsminister im Kabinett Haseloff II in Sachsen-Anhalt. Von April 2011 bis 2016 war er Staatssekretär im Ministerium für Wissenschaft und Wirtschaft des Landes Sachsen-Anhalt. Von 2002 bis 2011 sowie seit 2016 ist Tullner Abgeordneter im Landtag von Sachsen-Anhalt. Seit 2022 ist er Präsident des Landesheimatbundes Sachsen-Anhalt.

## Familie, Ausbildung und Beruf
Marco Tullner verbrachte seine Jugend in Klötze (Altmark) und Magdeburg. Die EOS „Otto von Guericke“ in Magdeburg beendete er 1987 mit dem Abitur. Darauf folgte der anderthalbjährige Grundwehrdienst bei der NVA. 1989 begann er ein Studium der Geschichte und Politikwissenschaft an der Universität Halle, das er mit dem Magisterabschluss beendete. Von 1996 bis 2001 war er wissenschaftlicher Mitarbeiter am Lehrstuhl für Politikwissenschaft Everhard Holtmanns. Im Anschluss daran war Tullner bis 2002 Mitarbeiter beim früheren Landtagspräsidenten (1994–1998) und in seiner letzten Legislatur (1998–2002) befindlichen Klaus Keitel.
Tullner ist evangelisch, verheiratet und hat zwei Kinder.

## Politik
Tullner wurde im Februar 1991 kurz nach dem politischen Umbruch CDU-Mitglied und war ab diesem Zeitpunkt parteipolitisch aktiv. Er war von 1999 bis 2013 stellvertretender Kreisvorsitzender der CDU Halle und von 2009 bis 2013 Vorsitzender des CDU-Ortsverbandes Halle-Süd. 2013 löste er Bernhard Bönisch als Kreisvorsitzender der CDU Halle ab.
Von 2002 bis 2011 war er einer von vier direkt gewählten Abgeordneten aus Halle (Wahlkreis 37 – Halle II) des Landtages von Sachsen-Anhalt und dort finanz- und wissenschaftspolitischer Sprecher der CDU-Fraktion. Er wurde 2006 und 2011 wiedergewählt. Am 26. April 2011 verzichtete Tullner auf das Abgeordnetenmandat, da er am 20. April zum Staatssekretär im Ministerium für Wissenschaft und Wirtschaft des Landes Sachsen-Anhalt im Kabinett Haseloff I ernannt worden war.
Bei den Wahlen zum siebten Landtag von Sachsen-Anhalt am 13. März 2016 wurde Marco Tullner in seinem Heimatwahlkreis (Landtagswahlkreis Halle II) als Direktkandidat wiedergewählt. Am 25. April 2016 wurde er als Minister für Bildung in das Kabinett Haseloff II berufen. Bei der Bildung des Kabinetts Haseloff III fand Tullner keine Berücksichtigung und schied am 16. September 2021 aus dem Ministeramt aus.
Tullner ist weiterhin Mitglied des Landtages und gewann bei der Landtagswahl im Juni 2021 mit 27,0 % der Erststimmen erneut das Direktmandat im Wahlkreis 36 (Halle II).

## Innerparteiliche Kritik
Tullner war mehrfach in seiner Amtsführung als CDU-Kreisvorsitzender von Halle innerparteilicher Kritik ausgesetzt. Ihm wurde die Missachtung basisdemokratischer Willensbildung vorgeworfen. Demokratische Kandidatenwahlen auf Ortsverbandsebene wurden von ihm negiert und stattdessen mit anderen Kandidaten ausgetauscht.

## Weitere Tätigkeiten
Marco Tullner arbeitet neben seiner parlamentarischen Tätigkeit in verschiedenen Organisationen und Vereinen in Halle (Saale) bzw. Sachsen-Anhalt mit, unter anderem dem Verein der Freunde und Förderer des halleschen Bergzoos, Halle-gegen-Graffiti e. V., der Volkssolidarität, der Verbraucherzentrale Sachsen-Anhalt (seit 2001 als Vorstandsvorsitzender) und weiteren. Seit 2016 ist er Mitglied des Kuratoriums des Diakoniewerks Halle.
Als Nachfolger von Konrad Breitenborn wurde er im Oktober 2022 Präsident des Landesheimatbundes Sachsen-Anhalt.